# Вангелина Маркудова
Вангелина Маркудова (на македонска литературна норма: Вангелина Маркудова) е видна юристка от Северна Македония, членка на Конституционния съд страната от 2013 година.

## Биография
Родена е в 1956 година в южномакедонския град Гевгели, тогава във Федерална Югославия. Завършва Юридическия факултет на Скопския университет „Кирил и Методий“. Полага съдийски изпит при Министерството на правосъдието. Работи в Изпълнителния съвет на община Валандово от 1981 до 1984 година, а след това в общинския съд в Гевгели до 1986 година. От 1986 до 1996 година е съдия в общинския съд в Гевгели. В 1996 година става съдия в градския съд в Скопие I.
През ноември 2013 година е избрана за съдия в Конституционния съд на Република Македония.